# Грицко Григоренко
Грицко Григоренко (укр. Грицько Григоренко) — псевдоним Александры Судовщиковой-Косач (укр. Олександра Євгенівна Судовщикова-Косач, 1867, Макарьев, Костромская губерния, Российская империя — 1924), украинской журналистки и писательницы.

## Биография
Александра родилась на севере России в семье учителя русского языка Евгения Судовщикова и Анны Хойнацкой, её родители были сосланы за проукраинскую деятельность. После смерти отца в 1868 году вернулась с матерью в Киев. Там она получила образование и присоединилась к литературной группе «Плеяда», которая изучала украинскую литературу и переводила иностранных авторов на украинский язык.
Александра писала стихи на украинском, русском и французском языках. Она также переводила украинских писателей на французский и французских, шведских и английских писателей на украинский. В 1893 году она вышла замуж за Михаила Косача. Он был вынужден переехать в Эстонию для продолжения учёбы из-за своих политических взглядов, поэтому Александра и её мать переехали в Тарту. Там она начала писать прозу и в 1898 году опубликовала свой первый сборник рассказов «Наши люди на селе».
В 1901 году они вернулись в Харьков, где её муж стал профессором Харьковского университета. Два года спустя он умер, и она переехала в Киев вместе с дочерью. Александра получила юридическое образование и работала в суде, также она стала участвовать в женском движении.
Некоторые произведения Грицко Григоренко переведены на английский язык, включая сборники «От сердца к сердцу» (1998) и «Согрей детей, о солнце» (1998).